# Golden Heart
Golden Heart är ett musikalbum av Mark Knopfler, utgivet 1996. Det var hans första album efter Dire Straits upplösning 1995 och bortsett från flera soundtrack-album hans första soloalbum.
Albumet blev nia på den brittiska albumlistan. Låten "Darling Pretty" var även med i filmen Twister och blev 34:a på singellistan.

## Låtlista
Samtliga låtar skrivna av Mark Knopfler.
1. "Darling Pretty" - 4:31
2. "Imelda" - 5:26
3. "Golden Heart" - 5:01
4. "No Can Do" - 4:54
5. "Vic and Ray" - 4:36
6. "Don't You Get It" - 5:17
7. "A Night in Summer Long Ago" - 4:43
8. "Cannibals" - 3:41
9. "I'm the Fool" - 4:28
10. "Je suis désolé" - 5:15
11. "Rüdiger" - 6:03
12. "Nobody's Got the Gun" - 5:26
13. "Done With Bonaparte" - 5:06
14. "Are We in Trouble Now" - 5:55

## Medverkade
- Mark Knopfler - sång, gitarr
- Richard Bennett - kompgitarr
- Guy Fletcher - keyboards
- Glenn Worf - bas
- Chad Cromwell - trummor
- Paul Franklin - pedal steel guitar
- Eddie Bayers - trummor
- Michael Rhodes - bas
- Steve Nathan - keyboards

## Listor
| Albumlistor (1996) | Högsta position |
| ------------------ | --------------- |
| Norge              | 2               |
| Italien            | 3               |
| Nederländerna      | 3               |
| Schweiz            | 3               |
| Sverige            | 4               |
| Finland            | 7               |
| Österrike          | 8               |
| Belgien            | 8               |
| Storbritannien     | 9               |
| Kanada             | 11              |
| Nya Zeeland        | 16              |
| Australien         | 28              |
| Frankrike          | 38              |
| USA Billboard 200  | 105             |

## Singlar

### Darling Pretty
Darling Pretty var den första singeln som släpptes från albumet.

#### Låtlista
1. "Darling Pretty"
2. "Gravy Train"
3. "My Claim to Fame"

### Cannibals
Cannibals var den andra singeln som släpptes från albumet. Den har stora likheter i stil och uppbyggnad med Dire Straits "Walk of life", också skriven av Mark Knopfler.

#### Låtlista
1. "Cannibals"
2. "Tall Order Baby"
3. "What Have I Got To Do"

### Rüdiger
Rüdiger var den tredje och sista singeln som släpptes från albumet.

#### Låtlista
1. "Rüdiger"
2. "My Claim to Fame"
3. "Tall Order Baby"
4. "What Have I Got To Do"